# Atlanta United FC
Az Atlanta United egy 2014-ben alapított amerikai labdarúgócsapat, melynek székhelye Atlantában található. A klub színei: bordóvörös és fekete. Tagja a Major League Soccernek és hazai mérkőzéseit a Mercedes-Benz Stadionban játssza. Az MLS 2018-as szezonjában bajnoki címet nyert a csapat.

## Játékoskeret
2025. február 6. szerint.
| #  |     | Poszt | Név                  |
| -- | --- | ----- | -------------------- |
| 1  | USA | K     | Brad Guzan           |
| 2  | VEN | V     | Ronald Hernández     |
| 3  | IRL | V     | Derrick Williams     |
| 5  | NOR | V     | Stian Rode Gregersen |
| 8  | FRA | KP    | Tristan Muyumba      |
| 9  | GEO | CS    | Szaba Lobzsznidze    |
| 10 | PAR | KP    | Miguel Almirón       |
| 11 | USA | V     | Brooks Lennon        |
| 14 | SEN | CS    | Jamal Thiaré         |
| 15 | USA | V     | Andrew Gutman        |
| 18 | POR | V     | Pedro Amador         |
| 19 | CIV | CS    | Emmanuel Latte Lath  |
| 20 | USA | KP    | Luke Brennan         |
| 21 | BOL | V     | Efrain Morales       |
| 22 | USA | K     | Josh Cohen           |

| #  |                    | Poszt | Név                |
| -- | ------------------ | ----- | ------------------ |
| 23 | USA                | KP    | Adyn Torres        |
| 24 | USA                | V     | Noah Cobb          |
| 27 | JAM                | CS    | Ashton Gordon      |
| 28 | USA                | KP    | Will Reilly        |
| 30 | JPN                | CS    | Togasi Kejman      |
| 35 | Trinidad és Tobago | KP    | Ajani Fortune      |
| 42 | JAM                | K     | Jayden Hibbert     |
| 43 | POL                | KP    | Mateusz Klich      |
| 44 | PER                | V     | Luis Abram         |
| 45 | POR                | CS    | Xande Silva        |
| 47 | USA                | V     | Matt Edwards       |
| 59 | RUS                | KP    | Alekszej Mirancsuk |
| 70 | COL                | KP    | Edwin Mosquera     |
| 99 | POL                | KP    | Bartosz Slisz      |

### Visszavonultatott mezszámok
- 17 – A szurkolóinak
- 44 – Hank Aaron, az 1966 és 1974 között az Atlanta Braves csapatában játszó baseballjátékos emlékére. Aaron előtt tisztelegve, Atlanta körzetében minden csapat, legyen az amatőr és profi, beleegyezett abba, hogy 2021. január 22-én bekövetkezett halála után visszavonja a 44-es számát.

## Menedzserek
- Gerardo Martino (2016. szeptember 27.-2018. december 10.)
- Frank de Boer (2018. december 23.-2020. július 24.)
- Stephen Glass megbízott (2020. július 27.-2020. december 12.)
- Gabriel Heinze (2020. december 18.-2021. július 18.)
- Rob Valentino megbízott (2021. július 18.-2021. augusztus 12.)
- Gonzalo Pineda (2021. augusztus 12.-jelenleg is)

## Sikerlista
MLS
- Bajnok (1): 2018

US Open Cup
- Győztes (1): 2019

Campeones Cup
- Győztes (1): 2019